# Parteboda
Parteboda är en by belägen vid sidan av Mittbanan, mellan Ånge och Erikslund i Borgsjö distrikt (Borgsjö socken) i Ånge kommun, Västernorrlands län (Medelpad).
Mellan 2015 och 2020 avgränsade SCB här en småort.